# 亚历山大·维诺库罗夫
亚历山大·尼古拉耶维奇·维诺库罗夫（俄语：Алексaндр Николаевич Винокуров，1973年9月16日—），前俄裔哈萨克斯坦专业公路自行车手。他的成就包括在2000年悉尼奥运会获得男子公路赛銀牌及2012年伦敦奥运会获得男子公路赛金牌。维诺库罗夫还曾是哈萨克斯坦全国冠军。
維諾庫羅夫在1984年，11歲就開始在前蘇聯參加比賽。

### 退役
2012年9月，維諾庫羅夫宣布退役，同年开始于列夫·古米廖夫欧亚国立大学攻读硕士学位
。

## 外部連結
- 亚历山大·维诺库罗夫 at Cycling Archives